# 村主村
村主村（すぐりむら）は三重県安濃郡にあった村。現在の津市安濃町の南西部、安濃川の中流右岸、穴倉川の下流域にあたる。

## 地理
- 山岳：長谷山
- 河川：安濃川、穴倉川

## 歴史
- 1889年（明治22年）4月1日 - 町村制の施行により、川西村・浄土寺村・連部村・神田村・今徳村・妙法寺村・前野村・光明寺村・南神山村の区域をもって発足。
- 1955年（昭和30年）1月15日 - 草生村・安濃村・明合村と合併して協和村が発足。同日村主村廃止。